# Mammad Amin Rasulzade
Mammad Amin Rasulzade, ázerbájdžánsky Məmməd Əmin Rəsulzadə (31. leden 1884, Novchane u Baku – 6. březen 1955, Ankara) byl ázerbájdžánský politik, zakladatel a první prezident Ázerbájdžánské republiky, jež existovala v letech 1918–1920.

## Život
Narodil se v konzervativní šíitské rodině, studoval na rusko-muslimské střední škole a poté nastoupil ke studiu na Vysoké škole technické v Baku. Od roku 1903 psal články do různých opozičních časopisů a v letech 1905–1907 se zapojil do Ruské revoluce. Podporoval antimonarchistickou platformu s požadavky národní autonomie Ázerbájdžánu. Součástí protimonarchistické platformy v Baku byli i sociální demokraté, a to i ti radikálnější, takže to byl Rasulzade, který ukryl mladého Josifa Stalina, když ho policie v Baku roku 1905 hledala jako podněcovatele nepokojů. Tato pomoc budoucímu diktátorovi měla v Rasulzadeho životě později sehrát důležitou roli.
I po revoluci Rasulzade pokračoval v žurnalistické činnosti. Roku 1908 představil svou první divadelní hru s názvem Světlo v temnotách. V roce 1909 odjel do Íránu, aby se připojil k Sattarchanově povstání. Sattarchan vedl ázerbájdžánské osvobozenecké hnutí v Íránu, kde Ázerbájdžánci sice tvoří menšinu, ale ještě dnes jich tam žije více než v Ázerbájdžánu. Rasulzade zde založil stranu Iran-e no (Nový Írán). Strana měla demokratický program. V roce 1911 do Íránu vstoupila ruská vojska, načež Rasulzade uprchl do Istanbulu. I zde se hojně věnoval publicistice. Do Baku se vrátil roku 1913, když byla vyhlášena amnestie, u příležitosti 300. výročí nástupu Romanovců na trůn.
Kolem roku 1914 Rasulzade zahájil kampaň, v níž především oživil pojmy Azerové (případně ázerbájdžánští Turkové) a Ázerbájdžán, které po smlouvě mezi Ruskem a Persií z roku 1828, jež historický Ázerbájdžánský chanát dělila mezi tyto dva státy, prakticky vymizely. Je tak tvůrcem moderního ázerbájdžánského nacionalismu.
V roce 1917 se stal předsedou strany Musavat. V květnu 1918 pak byl jednomyslně zvolen předsedou ázerbájdžánské národní rady (Milli Šura) a 28. května 1918 tato rada vyhlásila samostatnou Ázerbájdžánskou republiku. Rasulzade zastával pozici hlavy státu (de facto prezidenta) a neformálně vedl i dva vládní kabinety. Aktivně se zapojil rovněž do založení Státní univerzity v Baku v roce 1919.
V květnu 1920 se republika zhroutila, komunisté převzali moc a Rudá armáda vstoupila do Ázerbájdžánu. V srpnu 1920 byl Rasulzade zatčen Sověty a jen osobní známost se Stalinem ho zachránila od perzekucí. Byl propuštěn a Stalin mu nabízel různé funkce, které odmítl a přednášel orientální jazyky na Petrohradské státní univerzitě. Až v roce 1922 mu přátelé pomohli odjet do Finska, odkud se už nevrátil. Emigroval a v exilu prožil zbytek života – v Polsku, v Rumunsku a nakonec, po druhé světové válce, v turecké Ankaře.
V letech exilu publikoval řadu prací na téma Ázerbájdžánu.